# Харрис, Стив (актёр)
Стив Ха́ррис (англ. Steve Harris; род. 3 декабря 1965) — американский актёр. Старший брат актёра Вуда Харриса. Лауреат премий «Viewers for Quality Television» (1998, 1999) и «NAACP Image Awards» (2004) в номинациях «Лучший актёр второго плана в качественном драматическом сериале» и «Выдающийся актёр в драматическом сериале», соответственно, за роль Юджина Янга из телесериала «Практика» (1997—2004). Всего за свою кинокарьеру, которая длится с 1985 года, сыграл более чем в 45 фильмах и телесериалах.